# Xã Union, Quận Iron, Missouri
Xã Union (tiếng Anh: Union Township) là một xã thuộc quận Iron, tiểu bang Missouri, Hoa Kỳ. Năm 2010, dân số của xã này là 1.713 người.